# Anomis simulatrix
Anomis simulatrix är en fjärilsart som beskrevs av Walker 1865. Anomis simulatrix ingår i släktet Anomis och familjen nattflyn. Inga underarter finns listade i Catalogue of Life.